# Космос-35
Космос-35 (Зенит-2 № 21) — советский разведывательный спутник первого поколения, нёсший на борту аппаратуру для оптической фотосъёмки низкого разрешения. Был запущен 15 июля 1964 года с космодрома «Байконур».

## Запуск
Запуск «Космоса-35» состоялся в 11:31 по Гринвичу 23 июня 1964 года. Для вывода спутника на орбиту использовалась ракета-носитель «Восток-2» (серийный номер R15001-03). Старт был осуществлён с площадки 31/6 космодрома Байконур. После успешного вывода на орбиту спутник получил обозначение «Космос-35», международное обозначение 1964-039A и номер по каталогу спутников 00833.
«Космос-35» эксплуатировался на низкой околоземной орбите. По состоянию на 15 июля 1964 года он имел перигей 218 километров, апогей 258 километров и наклон 51,3° с периодом обращения 89,2 минуты. После восьми дней работы на орбите миссия «Космос-35» закончилась. Спутник сошёл с орбиты 23 июля 1964 года, а его возвращаемый отсек приземлился на парашюте и был подобран советскими военными.

## Космический аппарат
«Космос-35» соответствовал типу «Зенит-2» и был построен в ОКБ-1 С. П. Королёва (РКК «Энергия») на базе конструкции пилотируемого космического корабля «Восток». Аппарат состоит из сферического возвращаемого отсека диаметром 2,3 и массой 2400 кг. Внутри отсека устанавливалась вся специальная аппаратура. Оптические оси смонтированных фотокамер были перпендикулярны продольной оси аппарата. Съёмка осуществлялась через иллюминаторы, расположенные в крышке одного из двух технологических люков большого диаметра. Основной задачей «Космос-35» являлась фоторазведка. Общая масса космического аппарата составляла примерно 4730 кг.